# Донкерс, Луи
Луи Донкерс (нидерл. Louis Donkers; родился 18 ноября 1950 года, Хертогенбос) — нидерландский футболист, завершивший игровую карьеру, выступал на позициях защитника и полузащитника за команды «Ден Бос», «Беринген» и «Вюствезел».

## Карьера
В июле 1969 года Донкерс подписал контракт с амстердамским «Аяксом», до этого он выступал за клуб БВВ. В мае 1970 года Луи был признан лучшим игроком на молодёжном турнире, который был приурочен к 70-летию клуба. На протяжении трёх лет он выступал за молодёжный состав. Летом 1971 года был выставлен клубом на трансфер, а спустя год перешёл в «Ден Бос».
В чемпионате Нидерландов дебютировал 13 августа 1972 года в матче против клуба МВВ и отметился голевым пасом на Ада Вассена. В первом сезоне Донкерс провёл 24 матча в чемпионате и забил один гол — в игре против «Телстара». «Ден Бос» по итогам сезона занял последнее место и отправился в первый дивизион. В составе клуба Луи играл в течение пяти сезонов, а летом 1977 года перебрался в бельгийский клуб «Беринген». Позже выступал за другой бельгийский клуб — «Вюствезел».